# Au milieu de ma vie
Au milieu de ma vie is het negende album (achtste studioalbum) van de Canadese zanger Garou, uitgebracht in 2013. Na een aantal tweetalige albums, is dit album weer geheel Franstalig. 
De nummers werden geschreven door Gérald de Palmas, Pascal Obispo, Jean-Jacques Goldman, Francis Cabrel en Luc Plamondon, Garou schreef zelf mee aan Tu sais. Het nummer Du vent, du mots, geschreven door Goldman, zingt hij in een duet met Charlotte Cardin.

## Nummers
1. Au milieu de ma vie (3:11)
2. Avancer (4:07)
3. Toutes mes erreurs (2:58)
4. La fêlure (3:34)
5. Je lui pardonne (3:54)
6. Du vent, des mots (3:15)
7. L'ange gardien (3:13)
8. Le blues dans le sang (4:13)
9. Avec elle (3:35)
10. Seule une femme (4:05)
11. Tu sais (3:24)